# Водяний хрін короткоплодий
Водяний хрін короткоплодий (Rorippa brachycarpa) — вид рослин з родини капустяних (Brassicaceae), поширений у південно-східній Європі (Молдова, Україна, Росія), Казахстані, західному Сибіру.

## Опис
Багаторічна рослина 20–40 см заввишки. Всі листки перисторозсічені, з вузькими, довгасто-лінійними цілокраїми або зубчастими часточками. Стручечки в 3–4 рази коротше плодоніжки, широко-еліптичні, 2.5–З мм довжиною і близько 1 мм шириною, з коротким стовпчиком.

## Поширення
Поширений у південно-східній Європі (Молдова, Україна, Росія), Казахстані, західному Сибіру.
В Україні вид зростає на сухих місцях, на луках, у подах і біля берегів річок і ставків — на б. ч. території, крім Закарпаття, Карпат, Прикарпаття, у Розточчі-Опіллі, пн. Криму, дуже рідко (луки нижньої течії р. Биюк-Карасу).

## Використання
Дикий родич та потенційний донор генів для Nasturtium officinale та N. microphyllum.